# Seeschifffahrt
Mit Seeschifffahrt, in Österreich und der Schweiz auch Hochseeschifffahrt, bezeichnet man den Verkehr von Schiffen (Schifffahrt) zum Zweck der gewerblichen Beförderung von Gütern und Personen auf Meeren und Ozeanen.
Die Seeschifffahrt bewältigt einen großen Anteil des Seehandels und des gesamten Welthandels. Große Seehäfen sind zum Beispiel Kōbe (Japan), Hongkong (VR China), Busan (Südkorea), Hamburg die bremischen Häfen Bremen/Bremerhaven und die ZARA-Häfen Zeebrügge, Antwerpen (beide Belgien), Amsterdam und Rotterdam (beide Niederlande). In den letzten Jahrzehnten ersetzten bzw. verdrängten große Schiffe kleinere Schiffe; in diesem Zuge haben die Tiefe und Breite von Wasserstraßen und Häfen an Bedeutung gewonnen. Besonders tiefe Häfen nennt man Tiefwasserhafen.
Zu den Fahrtgebieten der Seeschifffahrt zählen auch hierfür taugliche Wasserstraßen, also große Flüsse (z. B. die Elbe bis Hamburg oder die Weser bis Bremen), Kanäle (Panamakanal, Suezkanal, Nord-Ostsee-Kanal) sowie durch Wasserstraßen mit dem Meer verbundene Binnenseen (etwa die Großen Seen in Nordamerika). Die Seeschifffahrt unterscheidet die Linienschifffahrt und Trampschifffahrt. Im Liniendienst laufen die Schiffe eine bestimmte Abfolge von Häfen nach festen Fahrplänen an, in der Trampschifffahrt verkehren die Schiffe frei nach Angebot und Nachfrage mit der jeweiligen Ladung.
Für die Seeschifffahrt gelten andere Vorschriften als für die Binnenschifffahrt. In den deutschen Hoheitsgewässern wird diese durch die Seeschifffahrtsstraßen-Ordnung geregelt. Zur Situation in der Schweiz siehe Schweizer Hochseeschifffahrt.

## Akteure
Akteure in der Seeschifffahrt sind unter anderem
- die Menschen, die zur See fahren (Seemann (offizieller Plural „Seeleute“) )
- Reeder (Eigentümer eines oder mehrerer Seeschiffe) und ihre Unternehmen (Reedereien)
- Schiffbau, Hafenwirtschaft, maritime Zulieferindustrie
- Gewerkschaften (z. B. die Internationale Transportarbeiter-Föderation), Reedereiverbände (z. B. Verband Deutscher Reeder, European Community Shipowners’ Associations) und andere Branchenverbände
- Staaten und staatliche Institutionen (die z. B. die See(schiff)fahrt fördern), z. B. (Deutschland:) der Maritime Koordinator, das Bundesamt für Seeschifffahrt und Hydrographie (BSH)
- Internationale Organisationen, z. B. die IMO (früher: IMCO), eine Sonderorganisation der Vereinten Nationen (UN)
- Umweltverbände (sie drängen darauf, Emissionen durch die Schifffahrt (Folgen: Meeresverschmutzung, Luftverschmutzung und CO2-Bilanz) zu reduzieren)

## Schiffsmarkt

Beförderungsmenge im multimodalen Verkehr der Seeschifffahrt in Deutschland

Die Seeschifffahrt wird mit verschiedenen Typen von Frachtschiffen betrieben. Diese haben folgende Anteile am Schiffsmarkt: Massengutfrachter (55 %), Tanker (27 %), Containerschiffe (14 %), Gastanker (2 %) und Andere (2 %). Massengutfrachter (auch Bulkcarrier oder Schüttgutfrachter genannt) transportieren hauptsächlich Eisenerz, Kohle, Getreide, Bauxit, Phosphat, Zement, Zucker, Reis, Schrott und Stahl. Die Tanker werden in Rohöltanker, Produktentanker (für raffinierte Produkte), Chemietanker und Flüssiggastanker unterteilt.
Über 90 % des Welthandels, fast 95 % des Außenhandels der Europäischen Union und nahezu 70 % des deutschen Im- und Exports werden über den Seeweg abgewickelt. Rund 170 Staaten betreiben (Stand etwa 2008) weltweit etwa 90.000 Handelsschiffe. Davon werden 42.000 in der internationalen Seeschifffahrt eingesetzt. Die Frachtgüter mit dem größten Anteil am Weltseehandel sind: Rohöl und Ölprodukte (33 %), Kohle (11 %), Eisenerz (10 %) und Getreide (4 %).
Um die starken Schwankungen im Markt für Frachtraten auszugleichen und beherrschbar zu machen, werden Zeitcharterverträge abgeschlossen. Durch diese Verträge werden die Schiffe für eine längere Periode (in der Regel sechs Monate bis zu zehn Jahre) für einen festen Preis an einen Charter überlassen. Während der Vertragslaufzeit können nur kleinere Änderungen vorgenommen werden. Der Vorteil für den Reeder und den Charter ist eine bessere Rechengrundlage. Der Zeitchartervertrag dient somit als Absicherung gegen die hohe Volatilität der Frachtraten. Um das Sicherungsgeschäft flexibler und effizienter zu gestalten, werden zusätzlich Forward Freight Agreements verwendet.
Als zentraler Indikator für das Preisniveau im Schiffsfrachtmarkt für Schüttgut gilt der Baltic Dry Index, den die Baltic Exchange in London 1985 erstmals veröffentlichte. Für den Tankermarkt gibt es seit 1998 den Baltic International Tanker Routes Index; er wurde 2001 in den Baltic Dirty Tanker Index und den Baltic Clean Tanker Index aufgespalten. Indizes für die Charterraten (Schiffsmieten) im Containerschiffsmarkt sind der HARPEX und der Howe Robinson Container Index.
Die folgende Tabelle zeigt Schiffsgrößen sowie deren Anteil an der Welthandelsflotte und am Schüttgutverkehr im Jahr 2005 in Prozent.
| Schiffsgrößen | Kapazität in dwt | Anteil an der Welthandelsflotte in % | Anteil am Schüttgutverkehr in % |
| ------------- | ---------------- | ------------------------------------ | ------------------------------- |
| Capesize      | über 100.000     | 10                                   | 62                              |
| Panamax       | 60.000–80.000    | 19                                   | 20                              |
| Supramax      | 45.000–59.000    | 37                                   | 12                              |
| Handysize     | 15.000–35.000    | 34                                   | 6                               |

## Umweltschäden
Die Treibhausgasemissionen von Schiffen gelten als bedeutende Größe der globalen CO2-Quellen und tragen zur globalen Erwärmung bei. Der Schiffsverkehr in Europa verursacht rund ein Fünftel der weltweiten Treibhausgasemissionen auf See. 2021 legten die Europäischen Agentur für die Sicherheit des Seeverkehrs und die Europäische Umweltagentur einen Bericht vor, laut dem Schiffe im Jahr 2018 13,5 Prozent aller Treibhausgase emittierten, die der Verkehr in der EU verursachte. Der Straßenverkehr war der größte Verursacher und der Luftverkehr der zweitgrößte.
Weitere negative Umweltauswirkungen sind Luftverschmutzung (besonders in Seehäfen), Ölleckagen, das Ablassen von Abwasser, Verklappung von Kunststoffabfällen (die zu Mikroplastik zerfallen), Unterwasserlärm und der Transport lebender Organismen in andere Gewässer.
Durch ab 2020 wirksame Änderungen an Seeschifffahrtsverordnungen wurde der Schwefelgehalt in Schiffstreibstoffen um mehr als 80 Prozent reduziert, was sich erwärmend auf das globale Klima auswirkte.